# Tabanus coniformis
Tabanus coniformis är en tvåvingeart som beskrevs av Ricardo 1908. Tabanus coniformis ingår i släktet Tabanus och familjen bromsar. Inga underarter finns listade i Catalogue of Life.